# پاول نووتنی
پاول نووتنی (چکی: Pavel Novotný؛ زادهٔ ۱۴ سپتامبر ۱۹۷۳) بازیکن فوتبال اهل جمهوری چک بود.
از باشگاه‌هایی که در آن بازی کرده‌است می‌توان به باشگاه فوتبال وولفسبورگ، باشگاه فوتبال بوهمیانس ۱۹۰۵، باشگاه فوتبال اسلاویا پراگ، و باشگاه فوتبال اسپارتا پراگ اشاره کرد.
وی همچنین در تیم‌های ملی فوتبال زیر ۲۱ سال جمهوری چک و جمهوری چک بازی کرده‌است.